# Rupia

Rupia singalese.

Rupia indonesiana.

Rufiyaa delle Maldive.

La rupia AFI: /ruˈpia/; ₨ o Rs., hindi e altre lingue dell'India: Rupiya, dal sanscrito rupyakam che significa moneta d'argento; indonesiano: Rupiah; dhivehi: Rufiyaa, è stato il nome di vecchie monete ed è tuttora il nome di diverse valute ufficiali in uso in vari stati nell'area dell'Oceano Indiano.
Attualmente le valute con questo nome sono le seguenti:
- Rupia indiana avente corso legale in India;
- Rupia pakistana moneta ufficiale del Pakistan;
- Rupia singalese nello Sri Lanka;
- Rupia nepalese avente corso legale in Nepal;
- Rupia delle Maldive, valuta ufficiale delle Maldive;
- Rupia mauriziana a Mauritius;
- Rupia delle Seychelles nelle isole Seychelles;
- Rupia indonesiana avente corso legale in Indonesia;
- Fino al 1974 si chiamava "rupia" anche la moneta bhutanese;
- rupia del regno anglo-indiano ebbe valore non solo in quella grande area, ma anche nei protettorati britannici del Golfo Persico e nell'Africa Orientale Britannica;
- La Rupia italiana fu la moneta utilizzata nella Somalia italiana fino al 1925.

La rupia è la moneta usata in tutti i giochi della serie The Legend of Zelda. Esse sono divise per colore e dimensione, il cui significato varia da episodio a episodio (di solito la rupia verde vale 1 rupia). Viene anche utilizzata nel videogioco Far Cry 4.